# Woroczewo
Woroczewo (ukr. Ворочево) – przystanek kolejowy w miejscowości Pereczyn i w pobliżu miejscowości Woroczowo, w rejonie użhorodzkim, w obwodzie zakarpackim, na Ukrainie. Położony jest na linii Sambor – Czop.

## Historia
Przystanek istniał przed II wojną światową.